# Wereldkampioenschap honkbal vrouwen 2004
De eerste editie van het Wereldkampioenschap honkbal voor vrouwen dat door de International Baseball Federation (IBAF) werd georganiseerd, vond plaats van 30 juli tot en met 8 augustus 2004 in Edmonton, de hoofdstad van de provincie Alberta, Canada.
Deelname
Er namen vijf landen aan deel. Dit waren Australië, Canada, Japan en de Verenigde Staten, de landen die doorgaans ook deelnamen aan het enige internationale honkbaltoernooi voor vrouwen tot dan toe, de Women's World Series, aangevuld met Taiwan. De teams van Bulgarije en India, beide opgenomen in het speelschema, trokken zich voor aanvang van het toernooi terug.

## Toernooi

### Opzet
Het toernooi werd door middel van een halve competitie gespeeld (elk land speelde één keer tegen elk ander land). De top vier gingen door naar de halve finale, hierin speelde de nummer 1 tegen de nummer 4 en de nummer 2 tegen de nummer 3. De verliezers speelden vervolgens om de derde plaats, de winnaars speelden in de finale om de wereldtitel. De wedstrijden werden gehouden over zeven innings, uitzonderingen hierop zijn: een voorsprong van 10 punten na vijf innings of een voorsprong van twaalf punten na vier innings. Bij een gelijke stand na zeven innings werd door gespeeld tot een verschil werd bereikt.

### Groepwedstrijden
| # | Land             | W | V |
| - | ---------------- | - | - |
| 1 | Canada           | 3 | 1 |
| 2 | Verenigde Staten | 3 | 1 |
| 3 | Australië        | 2 | 2 |
| 4 | Japan            | 2 | 2 |
| 5 | Taiwan           | 0 | 4 |

| Datum | Winnaar          | Uitslag  | Verliezer        |
| ----- | ---------------- | -------- | ---------------- |
| 30/07 | Australië        | 7-5      | Taiwan           |
| 30/07 | Japan            | 10-8 (8) | Canada           |
| 31/07 | Japan            | 5-4 (9)  | Taiwan           |
| 31/07 | Verenigde Staten | 5-1      | Australië        |
| 01/08 | Verenigde Staten | 5-4 (9)  | Japan            |
| 02/08 | Canada           | 2-1      | Verenigde Staten |
| 03/08 | Australië        | 7-1      | Japan            |
| 04/08 | Canada           | 3-2      | Taiwan           |
| 05/08 | Verenigde Staten | 8-1      | Taiwan           |
| 05/08 | Canada           | 5-0      | Australië        |

### Eindfase
| Datum | Ronde        | Winnaar          | Uitslag  | Verliezer |
| ----- | ------------ | ---------------- | -------- | --------- |
| 07/08 | Halve finale | Verenigde Staten | 12-2 (6) | Australië |
| 07/08 | Halve finale | Japan            | 3-1 (8)  | Canada    |
|       |              |                  |          |           |
| 08/08 | 3e/4e plaats | Canada           | 8-3      | Australië |
| 08/08 | Finale       | Verenigde Staten | 2-0      | Japan     |

2004 ·
2006 ·
2008 ·
2010 ·
2012 ·
2014 ·
2016 .
2018 ·
2021 .
2024